# Jean-Marie Dorsenne
Jean Marie Pierre François Lepaige Dorsenne (30. dubna 1773 Ardres, Francie - 24. července 1812, Paříž, Francie) byl francouzský generál období Francouzské revoluce a Francouzského císařství.

## Životopis
Narodil 30. dubna 1773 v městečku Ardres do rodiny středně bohatého měšťana. Jeho otec si přál, aby šel studovat, avšak mladý Dorsenne si zvolil armádu. Roku 1792, tři roky po pádu Bastily, vstoupil jako dobrovolník do batalionu svého kraje. Krátce na to byl jmenován kapitánem. Sloužil v Severní armádě generála Custina, byl několikrát raněn, nakonec byl převelen ke 24. pěší půlbrigádě, kde dostal hodnost chef de bataillon. Se svou jednotkou se účastnil tažení v armádě Sambry a Meusy, s generálem Bernadottem šel jako posila do Itálie k armádě generála Bonaparta, a se stejným velitelem se nakonec plavil do Egypta. Vyznamenal se v bitvě u pyramid, kde sloužil v divizi generála Desaixe, byl raněn v boji u Kéné, a znovu potom v bitvě u Alexandrie. Za odvahu, kterou v boji prokázal jej generál Kléber, který po Napoleonově odjezdu z Egypta převzal velení, povýšil do hodnosti chef de brigade (ekvivalent plukovníka).
Do Francie se vrátil až mezi posledními, a pro svou známost s Napoleonem, který mezitím zosnoval státní převrat a stal se prvním konzulem, dostal post majora konzulární gardy (která byla základem pozdější slavně Napoleonovy císařské gardy). Sloužil v jednotce granátníků, nejprestižnějším pluku celé armády, a mezi vojáky velmi záhy proslul tím, jak vyžadoval naprostou disciplínu, a dbal na jakékoli detaily. Zároveň jej ale znali jako důstojníka, který prokázal mnohokrát odvahu, takže jim jeho tvrdost nevadila.
Účastnil se tažení ke Slavkovu, kde se sice bojů nezúčastnil, přesto byl povýšen na brigádního generála, a získal prestižní post plukovníka gardových granátníků. Prodělal také tažení do Pruska a do Polska, bojoval u Jeny, vyznamenal se u Jílového, kde s pěší gardou doslova odvracel katastrofu, která Napoleonovi hrozila, a za to všechno získal velení v armádě, která se chystala na invazi do Španělska. V této válce na sebe ale příliš neupozornil, a tak mu roku 1809 císař vrátil jeho původní zařazení, avšak s jedním rozdílem. Tentokrát nevelel pouze gardovým granátníkům, ale celé staré císařské gardě (1. a 2. pluk pěších granátníků a 1. a 2. pluk pěších myslivců). V čele této jednotky se účastnil tažení do Rakouska (toto tažení se také nazývá Dunajské), a mimořádnou statečnost prokázal u Wagramu. Jean Roch Coignet, který v gardě sloužil, ve svých pamětech vzpomíná, že gardoví granátníci tehdy stáli čelem přímo k nepřátelským dělům. Palba rakouské artilerie je kosila, a rychle jim upadala morálka. Tehdy vystoupil Dorsenne, v dokonalé uniformě, upravený jako na přehlídku (odtud jeho přezdívka "Fešák Dorsenne") před ně, i s koněm se otočil zády k nepříteli, a s naprostým klidem rozmlouval se svými muži čekal až palba přejde. Jak Coignet píše, neznal v celé gardě, která byla výběrem těch nejstatečnějších a nejtvrdších vojáků z celé francouzské armády, nikoho, kdo by byl schopen otočit se k dělům zády, ani jednou se neohlédnout, a takto okázale palbu ignorovat. Dorsenne na to ovšem doplatil, protože tvořil dokonalý cíl. Nedaleko od něj vybuchl dělostřelecký granát, a střepina jej zasáhla do hlavy. Zranění nijak nekrvácelo, ale střepina zůstala v lebce. Generál se zvedl, a ještě téhož dne vedl gardu do útoku, avšak od té doby trpěl nesnesitelnými bolestmi hlavy. O tři roky později se rozhodl přes všechna rizika, která operace hlavy nesla, k trepanaci lebky. V Paříži ho operovali nejlepší francouzští chirurgové, avšak statečný generál chirurgický zákrok nepřežil.
Dorsenne byl jedním z nejstatečnějších velitelů, kteří ve francouzské armádě sloužili[zdroj?]. Za svou kariéru utrpěl patnáct zranění, začínal jako obyčejný voják, a ke generálské hodnosti se vypracoval teprve po třinácti letech oddané služby. Byl vyznamenán Čestnou legií, a jeho jméno je také v upomínku vyryto na Vítězném oblouku v Paříži na náměstí Étoile, mezi největšími hrdiny císařství.